# ベティ・フッセル

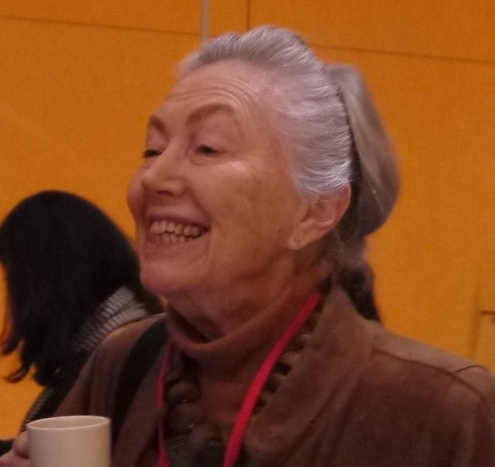
フッセル（2012年）

ベティ・ハーパー・フッセル（1927年7月28日生まれ）は、アメリカの作家であり、食の歴史家である。食の歴史、レシピ、回顧録など多くの著作がある。また、批評家、教育者でもある。ニューヨーク・タイムズ紙、ニューヨーカー紙、ロサンゼルス・タイムズ紙で活躍した。そのキャリアにおいて、多くの賞を受賞し、多くの栄誉を受けた。2009年には、Who's Who of Food & Beverage in Americaのメンバーにも選ばれている。
フッセルはカリフォルニア州リバーサイド生まれ。カリフォルニアとニューヨークの両方で育つ。ポモナ・カレッジ、ラドクリフ・カレッジ、ラトガース大学で学ぶ。1949年から1981年に離婚するまで、アメリカ人作家のポール・フュッセルと結婚していた。2人の子供がいる。現在はニューヨーク在住。

## その他のウェブサイト
- 図書館にあるベティ・フッセルに関係する蔵書一覧（英語） - WorldCatカタログ
- Betty Fussell's web site http://www.bettyfussell.com